# Ширазки погром
Ширазкият погром е антиеврейски погром в иранския град Шираз, избухнал на 30 октомври 1910 г., и предизвикан от слуховете, че евреите са извършили ритуално убийство на мюсюлманско момиче.
По време на погрома 12 евреи са убити, а 50 ранени , а 6000 евреи от Шираз са били ограбени по еврейски сведения.  Събитието е документирано от представител на Алианса в Шираз.
Историята на евреите в Иран датира от повече от 2500 години. От всички държави в света въобще Персия е може би най-тясно свързана с възникването на юдаизма като религия и с историята на евреите въобще. По тази причина местните еврейски общности са най-тясно интегрирани в обществото спрямо останалите в други страни. В Иран традиционно има значителен брой евреи, без да са отбелязани случаи на погроми спрямо еврейското население на страната. Действително, евреите са ограничавани в различна степен през отделните исторически периоди в развитието на страната, но първите погроми явно са повлияни от запада и се случват под западно влияние в края на XIX век, но в крайна сметка са стопирани под европейски натиск. Последният такъв случай е именно този през 1910 г. в Шираз.